# کاتسیارینا آندریوا
کاتسیارینا آندریوا (به بلاروسی: بلاروسی: Кацярына Андрэева؛ به روسی: روسی: Катерина Андреева؛ نام واقعی: کاتسیارینا آندریونا باخولاووا؛ به بلاروسی: بلاروسی: Кацярына Андрэеўна Бахвалава؛ متولد ۲ نوامبر ۱۹۹۳) روزنامه‌نگار اهل بلاروس است. او برای شبکه تلویزیونی Belsat TV کار می‌کرد. او رویدادهای میدان تغییرات در مینسک را پخش کرد که در آن رامان بندارنکا در سال ۲۰۲۰ به ضرب و شتم کشته شد.
وی در ۱۵ نوامبر ۲۰۲۰ در محل دستگیر شد و به دو سال زندان محکوم شد. در سال ۲۰۲۲، او به دلیل «خیانت به کشور» به هشت سال زندان دیگر محکوم شد که عفو بین‌الملل آن را بی‌اساس خواند.

## زندگی و شغل اولیه
او در مینسک در خانواده‌ای از روزنامه‌نگاران متولد شد. او حدود دو سال و نیم در دانشگاه زبان‌شناسی دولتی مینسک تحصیل کرد، سپس به اسپانیا رفت. در آنجا برای دو سال زبان انگلیسی تدریس کرد. سپس به خانه برگشت و به عنوان روزنامه‌نگار در روزنامه Nasha Niva شروع به کار کرد. در سال ۲۰۱۷، او به Belsat TV پیوست.
کاتسیارینا آندریوا با ایهار ایلیاش در سال ۲۰۲۰ کتابی تحت عنوان بلاروسی دونباس نوشت. این کتاب دربارهٔ چگونگی مشارکت مردم و سازمان‌های بلاروسی در جنگ در دونباس برای طرف نیروهای جدایی‌طلب روسی است. رژیم بلاروس این کتاب را افراط‌گرایی دانست و در سال ۲۰۲۱، از طریق حکم دادگاه، کتاب و محتوای آن را در سراسر کشور ممنوع کرد.
کاتسیارینا اولین بار در سال ۲۰۱۷ در اورشا (بلاروس) دستگیر شد. در تاریخ ۱۲ سپتامبر ۲۰۲۰، او توسط OMON به دلیل پخش زنده پخش همگانی از یک راهپیمایی زنان در مینسک دستگیر شد و سه روز در بازداشت ماند.

### روند حقوقی
به همراه خبرنگار داریا چولتسوا، او مظنون در یک پرونده جنایی به اتهام سازماندهی اقداماتی بود که نظم عمومی را مختل می‌کند. در ۱۵ نوامبر ۲۰۲۰، در مینسک، هر دو رویداد حمله وحشیانه میلیسیا و هم‌پیمانانش در میدان تغییرات را پخش کردند، جایی که رامان باندارنکا به قتل رسید و مردم به‌طور مسالمت‌آمیز برای حمایت از او در آنجا ایستاده بودند. او پس از دستگیری در میدان آزاد نشد. او به زندانی در ژودزینا منتقل شد و تا محاکمه در آنجا نگهداری شد. در ۲۴ نوامبر ۲۰۲۰، ده سازمان از جمله مرکز حقوق بشر ویاسنا، انجمن روزنامه‌نگاران بلاروس، و کمیته هلسینکی بلاروس بیانیه‌ای مشترک صادر کرده و او را به عنوان زندانی سیاسی شناسایی کردند.
در جلسه دادگاه مینسک که توسط قاضی ناتالیا بوگوک در ۱۸ فوریه ۲۰۲۱ برگزار شد، آندریوا و چولتسوا به دو سال زندان به دلیل حمایت از اعتراضات ۲۰۲۰–۲۰۲۱ بلاروس محکوم شدند. دادستان عمومی، آلینا کاسیانچیک، و کارآگاه ایهار کوریلوویچ بودند. در ۲۳ آوریل ۲۰۲۱، دادگاه شهر مینسک درخواست تجدیدنظر بر حکم را رد کرد.
در سال ۲۰۲۲، آندریوا به هشت سال زندان اضافی به اتهام «خیانت به دولت» محکوم شد که عفو بین‌الملل آن را نادرست خواند.

## واکنش‌ها
در ۸ فوریه ۲۰۲۱، سفارت ایالات متحده در بلاروس بیانیه‌ای صادر کرد و خواستار آزادی چولتسوا و آندریوا قبل از محاکمه شد.
در تاریخ ۴ فوریه ۲۰۲۱، سرپرستی سیاسی برای زندانی سیاسی توسط دلارا بورکاردت، عضو پارلمان اروپا، بر عهده گرفته شد. پس از صدور حکم، در تاریخ ۱۸ فوریه ۲۰۲۱، رئیس‌جمهور لهستان آندژی دودا از مقامات بلاروس خواست که برای چولتسوا و آندریوا عفو عمومی اعلام کنند.
بر اساس تصمیم شورای اتحادیه اروپا در تاریخ ۲۱ ژوئن ۲۰۲۱، قاضی ناتالیا بوگوک در فهرست افراد و سازمان‌های تحریم‌شده به دلیل نقض حقوق بشر در بلاروس قرار گرفت، برای مواردی همچون “صدور احکام سیاسی به ویژه علیه روزنامه‌نگاران و معترضان، به خصوص محکومیت کاتسیارینا باخولاوآ (آندریوا) و داریا چولتسوا” و نقض حقوق دفاع و محاکمه عادلانه. در همان تصمیم، دستیار دادستان در دادگاه ناحیه فرونزیانسکی مینسک آلینا کاسیانچیک نیز در فهرست تحریم‌ها قرار گرفت. او به خاطر پیگرد قانونی روزنامه‌نگاران به دلیل “ضبط اعتراضات مسالمت‌آمیز، بر اساس اتهامات بی‌اساس از جمله ‛توطئه’ و ‛نقض نظم عمومی’” مسئول شناخته شد. همچنین، بازپرس ارشد اداره فرونزیانسکی کمیته تحقیقاتی بلاروس ایگار کوریلوویچ نیز به فهرست تحریم‌ها اضافه شد، به دلیل “آماده‌سازی یک پرونده جنایی سیاسی علیه روزنامه‌نگارانی که اعتراضات مسالمت‌آمیز را ضبط کرده بودند”.